# Heinrich Nauen
Pour les articles homonymes, voir Nauen (homonymie).
 (janvier 2024).
Si vous disposez d'ouvrages ou d'articles de référence ou si vous connaissez des sites web de qualité traitant du thème abordé ici, merci de compléter l'article en donnant les références utiles à sa vérifiabilité et en les liant à la section « Notes et références ».
Heinrich Nauen (né le 1er juin 1880 à Krefeld, mort le 26 novembre 1940 à Kalkar) est un peintre et graveur allemand.

## Biographie
Heinrich Nauen vient d'une famille de paysans. Très jeune, il désire devenir peintre. En 1898, il entre à l'académie des beaux-arts de Düsseldorf. Après un bref temps dans une école privée de Munich, il s'inscritt à l'académie d'État des beaux-arts de Stuttgart (de), de 1900 à 1902.
Nauen rejoint le groupe d'artistes autour du sculpteur George Minne à Laethem-Saint-Martin. En avril 1905, après son mariage avec la peintre Marie von Malachowski-Nauen (de), il voyage à Paris. Au cours de son séjour de trois mois, il s'intéresse à l'impressionnisme, en particulier à Vincent van Gogh, et voit l'apparition du fauvisme.
Début 1906, Nauen s'installe à Berlin. Il fréquente les artistes de la Berliner Secession, fait la connaissance d'Emil Nolde et discute avec Max Beckmann d'une nouvelle sécession. Cependant il n'arrive pas à s'imposer dans la capitale.
Il revient souvent en Rhénanie et peint les paysages de Basse-Rhénanie, de Visé sur la Meuse, au printemps et en été. Il ouvre un atelier à Kempen. Il se lie d'amitié avec Helmuth Macke et Wilhelm Wieger. En 1909, il commence une grande toile, La Récolte, qu'il expose l'année suivante à Paris. Dans une lettre, Henri Matisse le félicite.
En 1911, il quitte définitivement Berlin. Près de Brüggen, où il a de la famille, il aménage une aile du château de Dilborn (de). Son jardin l'inspire. Il développe des amitiés avec d'autres peintres, des historiens et des collectionneurs. Parmi eux, figurent Heinrich Campendonk, Erich Heckel, Franz Marc, Helmuth Macke, August Macke et Walter Kaesbach (de).
Un long voyage lui permet de voir les œuvres de Matisse et du cubisme.
En 1912, Nauen est exposé au Sonderbund westdeutscher Kunstfreunde und Künstler à Cologne. L'exposition réunit ce qu'August Macke appellera l'expressionnisme rhénanien. Il fait sa première exposition personnelle dans la galerie d'Alfred Flechtheim à Düsseldorf en 1914. Il présente un grand cycle de peintures sur le château de Drove (de). Ces toiles se trouvent aujourd'hui au Kaiser Wilhelm Museum.
L'éclatement de la Première Guerre mondiale lui fait perdre son optimisme. Nauen s'engage puis, après un empoisonnement au gaz, peint les batailles. En 1917, il reçoit la croix de fer.
Après la guerre, il devient membre de La Jeune Rhénanie. En 1921, il est nommé professeur de peinture à l'académie des beaux-arts de Düsseldorf et a pour collègues Heinrich Campendonk, Paul Klee ou encore Otto Dix. Il a pour élèves Ernst Walsken (de), Hermann Hundt (de), Jean Paul Schmitz (de) ou Hannes Schultze-Froitzheim (de).
Pendant le Troisième Reich, l'œuvre de Heinrich Nauen est considérée comme de l'art dégénéré. Il est mis à la retraite d'office. En 1938, il déménage avec sa femme à Kalkar. Malgré un cancer de l'estomac, il reste créatif. Son monument funéraire est sculpté par Joseph Beuys, d'après des dessins d'Ewald Mataré.